# Mauro Bordin
Pour les articles homonymes, voir Bordin.
Mauro Bordin, né en 1970 à Padoue en Vénétie, est un artiste peintre contemporain italien actif à Paris.

## Biographie
Mauro Bordin est diplômé du lycée artistique de Padoue en 1988, puis en 1992 de l'Académie des beaux-arts de Venise.
Durant la période 2001-2003, il effectue un séjour à l’atelier de la fondation Cité internationale des arts à Paris. Après quoi il décide de se concentrer sur ses propres centres d'intérêt.
Durant trois ans, il fait le tour du monde, va en Indonésie, en Chine, passe par le Japon et le Pacifique. Il séjourne dans de nombreuses îles, telles que la Nouvelle-Calédonie, et d'autres encore. Il tire de ses voyages une grande source d'inspiration, dont il se servira par la suite.

## Expositions personnelles (sélection)
- 1996
  - Interni, Loggetta del Trentanove, Faenza, Ravenne
  - Portes ouvertes à l’Italie, Génie de la Bastille, Paris
  - Intérieurs, galerie Observation, Paris
- 1997
  - Présences vécues, Maison de l’Italie, Paris
  - Di letti sfatti, galerie Sagittario, Padoue
- 1999 et 2001
  - Galerie Armanti, Varèse
- 2003
  - Hiroshima, Padiglione Cornaro, Padoue
  - Marine et montagne, Le Latina – galerie Renoir, Paris
- 2005
  - Sala Bonzagni, Sant'Agostino, Ferrare
  - Memento, Comice Agricole, Capellen, Luxembourg
- 2007
  - Terre di Nessuno, galerie Spazio Arte, Milan
  - No Man's Land, De Luca Fine Art Gallery, Toronto
- 2013
  - Die Natur, galerie Estace, Paris

## Œuvres (séries)
- Chambres (1994-1999)
- Paysages (1998-2000)
- Figures (2001)
- Hiroshima (2001-2003)
- Ruines (2004-2005)
- No man's land (2005)